# Kasteel van Ronsele

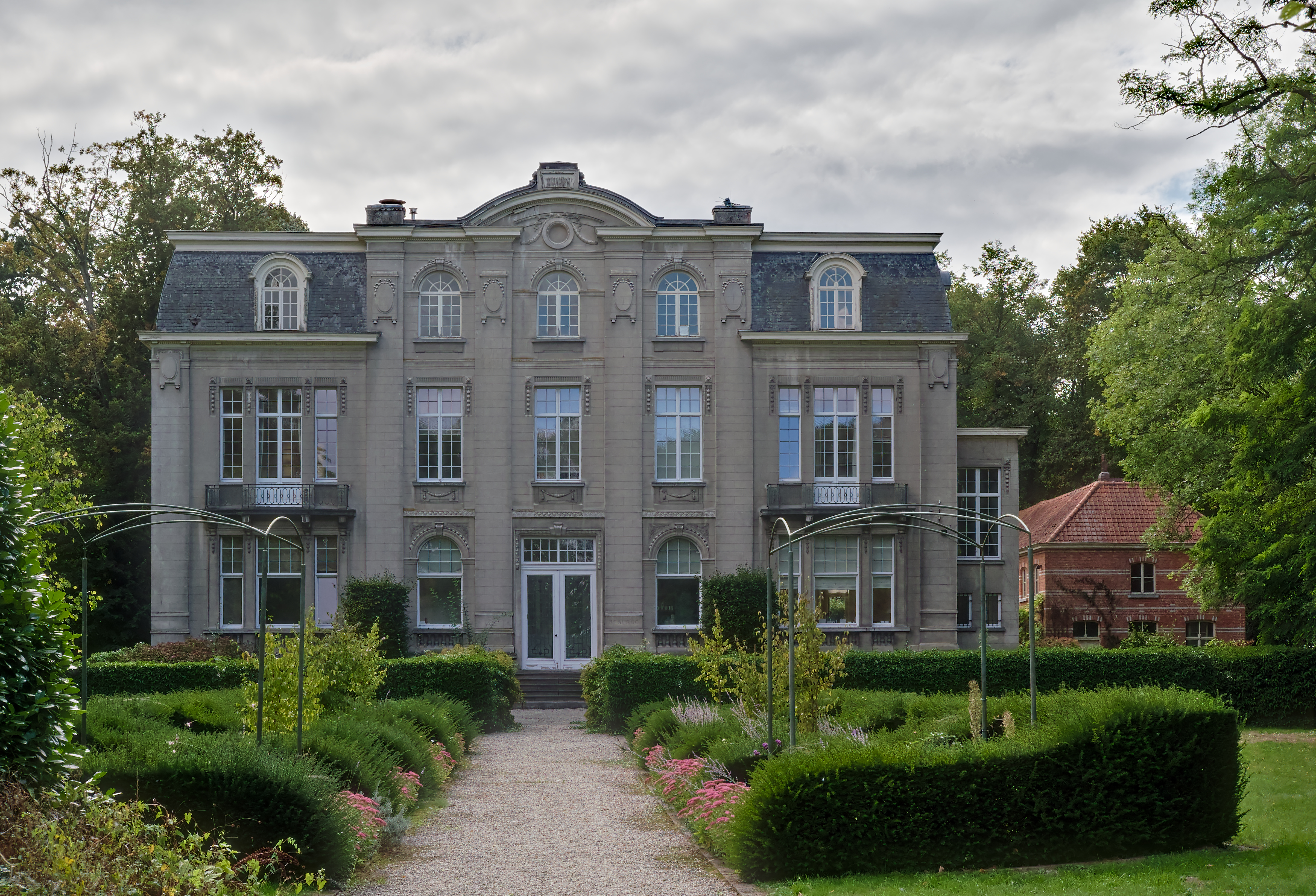
Kasteel van Ronsele

Het Kasteel van Ronsele is een kasteel in de tot de Oost-Vlaamse gemeente Lievegem behorende plaats Ronsele, gelegen aan de Stoktevijver 43.

## Geschiedenis
Midden 15e eeuw werd hier een kasteel gebouwd in opdracht van Anselmus Adornes, die heer van Ronsele was. In 1720 zou het kasteel herbouwd zijn door J. Anselme de Draeck, hoewel als opdrachtgever ook Gaspar de Draeck (eind 18e eeuw) wordt genoemd, waarbij P.D. Velleman als architect wordt genoemd.
In 1873 kwam het goed, na huwelijk in 1844 met G. baronesse de Draeck de Ronsele (1821-1897) aan Charles A.G.M. graaf du Chastel de la Howarderie (1807-1876), burgemeester van Ronsele. In 1889 werd het verkocht aan graaf H. de Wavrin de Villers au Tertre. In 1913 kocht P. van Wetter het kasteel. Dit werd echter tijdens de Eerste Wereldoorlog vernield. In 1918-1920 liet Van Wetter het huidige kasteel bouwen.

## Gebouw
Het kasteeltje ligt op een dubbel omgracht terrein en werd gebouwd in neo-Lodewijk XVI-stijl. Het heeft een symmetrische voorgevel met pilasters en een circulair fronton.
Vanouds was het kasteel gelegen in een groot park, maar dit werd grotendeels verkaveld ten behoeve van villabouw. Wel is er nog een ijskelder van begin 19e eeuw.